# Дудич Микола Васильович
Мико́ла Васи́льович Ду́дич (псевдо: «Залізняк», «Адамчук»; 19 грудня 1914, Головецько — 4 травня 1947 Кобло, Стрілківський район, Дрогобицька область, УРСР)) — районовий провідник ОУН. Автор пісні «Повстанська могила».

## Життєпис
Народився у селі Головецько Стрілківського району (тепер Самбірський район) у селянській сім'ї. Коли мав чотири роки, сім'я переїхала в с. Кобло Старе (тепер Кобло Самбірського району). В сім'ї виховувалося восьмеро дітей. Після закінчення чотирирічної школи займався самоосвітою. Через брак коштів можливості подальшого навчання не було.
Був активним членом місцевої «Просвіти», брав участь у діяльності вокального та драматичного гуртків, керував церковним хором, танцював та грав на скрипці. Також став організатором сільської бібліотеки, брав участь в усіх культурно-освітніх і патріотичних заходах села, району.
З початком 30-х років став членом ОУН. Очолював Українську Народну Самооборону села Кобло. Був добре знайомий з Романом Шухевичем. Писав вірші і музику до пісень, які були популярними серед повстанців і народу. 
У 1942 — 1944 роках Микола Дудич був повітовим провідником Старосамбірщини. З 1944 року — районний провідник ОУН. У підпіллі з 1944 року. Боївка Миколи Дудича брала участь в охороні Установчих зборів Української головної визвольної ради, що відбулися 11 — 15 липня 1944 року неподалік села Сприня на Самбірщині.
4 травня 1947 року, за доносом сексота на прізвище Темник, військами МДБ було оточено криївку Миколи Дудича, була розташована в районі села Кобло Старе на висоті 397 метрів. На той момент Микола Дудич знаходився за кілька десятків метрів від неї, побачивши облаву, почав виманювати облавників в інший бік лісу, ціною власного життя врятував повстанців, які були в криївці. 
Дружина Ірина з дітьми (дочка 4 роки, найменшому сину 3 місяці) була вивезена в концтабори і протягом 10 років працювали в Сибіру. Старший син втік і переховувався в селі. Повернувшись з Сибіру, дружина тепер з сім’єю дочки проживає в м. Трускавці на Львівщині.